# Staw (województwo lubuskie)

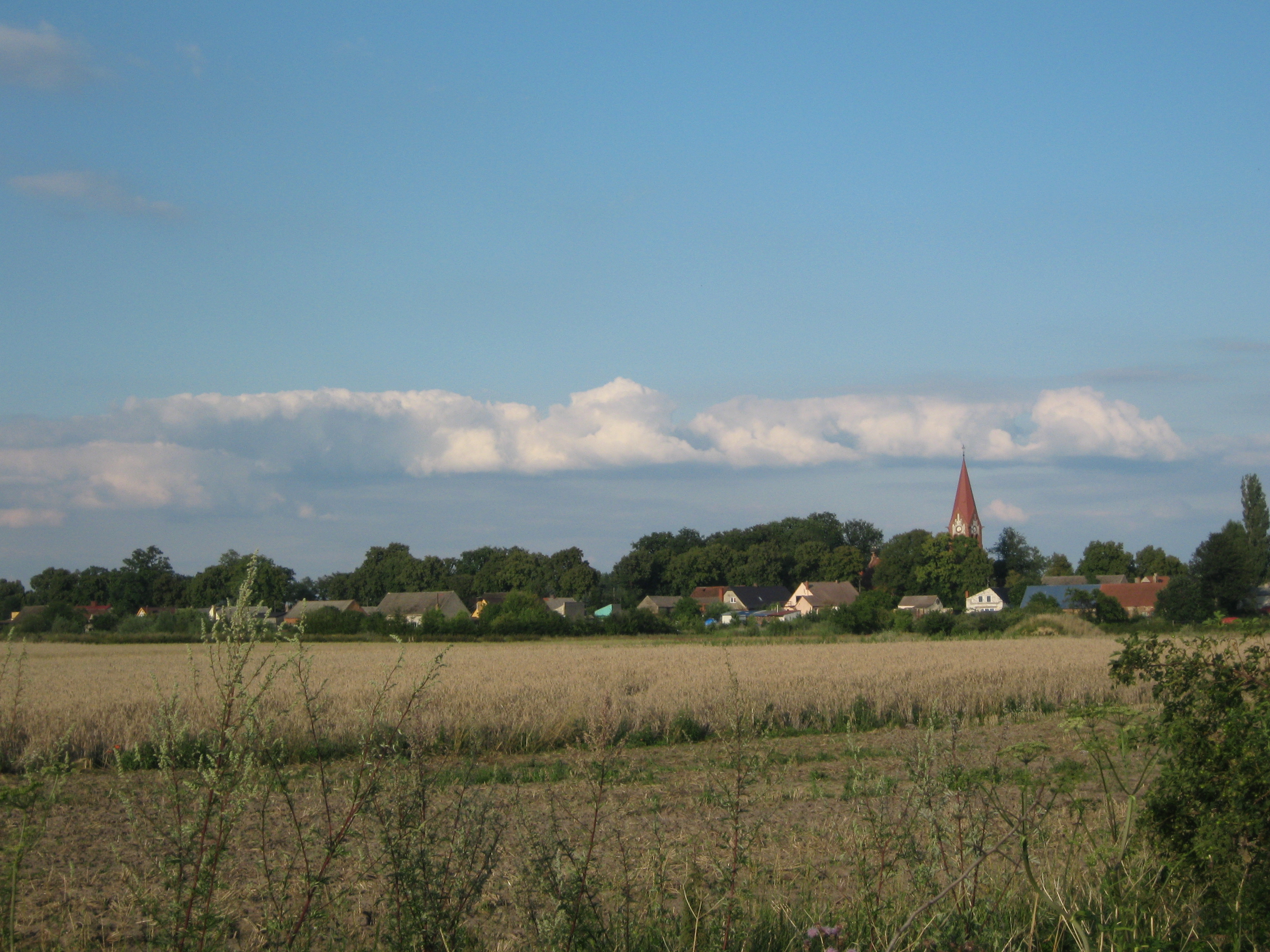
Widok na Staw

Staw (niem. Staffelde) – wieś w Polsce położona w województwie lubuskim, w powiecie gorzowskim, w gminie Lubiszyn. Według danych z 2011 liczyła 568 mieszkańców.
Miejscowość istniała już pod koniec XIII w. i znajdowała się na terytorium Nowej Marchii. Od 1945 leży w granicach Polski. Pośrodku wsi znajduje się neogotycki kościół z przełomu XIX/XX w.
W latach 1975–1998 miejscowość administracyjnie należała do województwa gorzowskiego.

## Położenie
Zgodnie z podziałem fizycznogeograficznym Polski według Kondrackiego teren, na którym położony jest Staw należy do prowincji Niziny Środkowoeuropejskiej, podprowincji Pojezierza Południowobałtyckiego, makroregionu Pradolina Toruńsko-Eberswaldzka oraz w końcowej klasyfikacji do mezoregionu Równina Gorzowska.
Miejscowość leży 5 km na południowy wschód od Myśliborza. Posiada układ owalnicy z centralnym placem i kościołem w centrum. W kierunku południowym i wschodnim znajduje się kolonia (niem. do 1945 Sand I i Sand II). W pobliżu przepływa rzeka Myśla. Na obrzeżach wsi położony jest obszar Natura 2000 – jezioro Kozie, przykład jeziora eutroficznego.      

## Demografia
Ludność w ostatnich 3 stuleciach:

## Historia
Na terenie wsi znaleziono skarb z okresu IV okresu epoki brązu (ok. 1000 r. p.n.e.), który składał się m.in. z naramienników o przekroju daszkowatym (bez ozdób), naszyjników, jednego grotu oszczepu.
- 1238 – książę wielkopolski Władysław Odonic funduje w Myśliborzu komandorię templariuszy, nadając im prawdopodobnie wsie Golin, Ławy, Trzcinna, Staw i Myśliborzyce
- XIII/XIV w. – prawdopodobnie wybudowano pierwszy kościół
- 2.06.1298 – margrabia Albrecht III przekazuje kolegiacie w Myśliborzu dwa kompleksy ziemskie; w skład jednego z nich wchodzą wsie Golin, Ławy, Trzcinna, Staw (villa Stafelde) i Myśliborzyce. Prawdopodobnie ten kompleks i wsie były uprzednio dobrami komandorii templariuszy w Myśliborzu, zlikwidowanej w 1261 r.
- 1337 – wzmianka w księdze ziemskiej margrabiego brandenburskiego Ludwika Starszego pod nazwą Staffelde (w ziemi myśliborskiej): Staffelde LXIIII, dos IIII, Diderick de kynow pro seruicio VIII, pactus X solidos, Taberna soluit X solidos[8] – Staw liczy 64 łany, wolne od ciężarów podatkowych są 4 łany parafialne, lennikiem zobowiązanymi do służby konnej jest Diderick von Kunow, pacht płacony rycerstwu przez chłopów wynosi 10 szylingów, opłata karczmy 10 szylingów.
- 1608 – w Stawie wymieniany jest sołtys lenny Peter Rochken

| Niemiecka nazwa | Obiekt                                | Położenie            | Ludność | Obecna polska nazwa |
| --------------- | ------------------------------------- | -------------------- | ------- | ------------------- |
| Staffelde       | wieś                                  | -                    | 1093    | Staw                |
| Eiserbruch      | kolonia                               | 3 km na wsch.        | 173     | Kozin               |
| Theerofen       | smolarnia                             | 3 km na płd.         | 98      | Smoliny             |
| Kossätenfeld    | kolonia                               | 1,5 km na płd.-wsch. | 89      | Podlesie            |
| Wildwiese       | przedsięwzięcie (niem. Etablissement) | ?                    | 5       | ?                   |

- Wojna trzydziestoletnia (1618–1648) – w wyniku działań wojennych prawdopodobnie zniszczono kościół; dzwon kościelny został wówczas zakupiony przez nowomarchijskiego kanclerza Hansa Georga von dem Borne (8.3.1589-30.8.1656) i przeniesiony do kościoła w Gralewie
- Początek XVIII w. – wybudowano drugi kościół; działa wówczas też szkoła
- 1718, 1852 – Staw wzmiankowany jest jako wchodzący w skład domeny państwowej w Karsku[9][4]
- 1782 – erygowanie parafii ewangelickiej w Stawie
- 1801 – w Stawie jest sołtys lenny, 1 karczmarz z prawem warzenia piwa (niem. Braukrüger), 21 chłopów pełnorolnych, 6 chałupników, 3 osoby wolne (wolnych zawodów, niem. Freileute), 52 komorników (bezrolnych chłopów), kuźnia, królewski nadleśniczy okręgu Staw, cegielnia; we wsi jest 69 gospodarstw i 427 mieszkańców[3]
- XIX/XX w. – zbudowano trzeci kościół, obecnie stojący
- 1 połowa XX w. – na terenie miejscowości funkcjonują 3 wiatraki (niezachowane); w pobliżu znajdują się również: młyn wodny, cegielnia oraz kopalnia torfu; w Stawie działa gorzelnia
- 1907 – w Stawie funkcjonuje poczta
- 1911 – powstaje Ochotnicza Straż Pożarna (budynek do dziś jest siedzibą OSP) w Stawie
- 1912 – Staw uzyskuje połączenie kolejowe z Gorzowem i Myśliborzem
- 2.02.1945 – 1 Armia Pancerna 1 Frontu Białoruskiego zajmuje Staw
- 7.07.1945 – w Stawie powołana została jednostka administracyjna o nazwie Zbiorcza Gmina Wiejska, obejmująca 7 gromad
- 1948 – powstaje Ludowy Klub Sportowy „Wicher”
- 1954 – likwidacja Zbiorczej Gminy Wiejskiej z siedzibą w Stawie
- Lata 60/70. XX w. – powstaje Rejonowy Ośrodek Kultury (w budynku dawnej gospody) i kino „Czapla”
- Lata 70. XX w. – we wsi działa piekarnia, gorzelnia, zlewnia mleka, punkt skupu lnu, GS „Samopomoc Chłopska”, posterunek MO, poczta, 4 sklepy, Rejonowy Ośrodek Kultury, szkoła podstawowa, placówka Banku Spółdzielczego
- 1972 – likwidacja Gromady w Stawie
- 1973-1976 – Staw jest siedzibą gminy
- Lata 90. XX w. – likwidacja Rejonowego Ośrodka Kultury; w budynku następnie działała restauracja i dyskoteka (obecnie sala wiejska)

## Administracja
Miejscowość należy do sołectwa Staw.

## Architektura
Kościół filialny pw. Najświętszego Serca Jezusa – zbudowany XIX / XX w., w stylu neogotyckim, z cegły, na planie prostokąta, z wydzielonym prezbiterium. Wieża na rzucie kwadratu zwieńczona jest 8-bocznym hełmem, po bokach dwie dobudówki. Wewnątrz znajduje się pseudobazylikowy stop belkowy, ławki i empora chórowa z XIX w. Ambona została usunięta w latach 80. XX w. Na wieży wiszą dwa dzwony prawdopodobnie z zakładu Ulricha z Apoldy z 1925 r. Na mniejszym umieszczony jest cytat z ewangelii św. Jana w j. niemieckim, w tłumaczeniu „On woła owieczki swoje po imieniu”, na większym zaś „Hosanna oznajmia Bożą sprawiedliwość, codzienną dobroć”.
We wsi zachowały się domy wąskoszczytowe o konstrukcji ryglowej. 

## Edukacja i nauka
Uczniowie uczęszczają do szkoły podstawowej w Stawie.

## Sport
W Stawie działa Klub sportowy „Wicher Staw”.

## Gospodarka
W Stawie przeważa działalność usługowa, w mniejszym stopniu handlowa. Rolnictwo traci na znaczeniu. W strukturze agrarnej dominują małe gospodarstwa rolne do 5 ha. Na ogólny obszar 1512 ha, użytki rolne stanowią 964,7 ha:
| Użytki rolne | Pow. w ha |
| ------------ | --------- |
| Orne         | 659,68    |
| Sady         | -         |
| Łąki         | 263,18    |
| Pastwiska    | 41,84     |

Wśród upraw wyróżnia się: pszenicę, jęczmień jary i ozimy, kukurydzę, ziemniaki, rzepak, owies i pszenżyto. W hodowli zwierzęcej dominuje bydło mleczne. Liczba gospodarstw i powierzchnia:
| Pow. w ha | Ilość |
| --------- | ----- |
| 1-5       | 99    |
| 5-10      | 9     |
| 10-15     | 6     |
| >15       | 12    |

W 2014 r. liczba zarejestrowanych podmiotów gospodarczych wynosiła 35 (w tym 28 osób prowadzących działalność gospodarczą):
| Dział                                      | Ilość |
| ------------------------------------------ | ----- |
| rolnictwo, leśnictwo, łowiectwo i rybactwo | 6     |
| przemysł i budownictwo                     | 13    |
| pozostała działalność                      | 16    |